# Extrema ratio
Extrema Ratio è un'espressione latina il cui significato è "estremo rimedio".
(Gaio Giulio Cesare, De bello civili, III, 44)
L'uso nella lingua italiana ha assunto, oltre al significato originale di "ultima possibile linea d'azione" anche quello, più specifico, di "estremo rimedio" o "ultima possibile soluzione", ovvero la soluzione cui ricorrere quando tutti i possibili rimedi di un determinato problema sono già stati tentati senza successo.